# Stop This Flame
Singles de Celeste
Strange
(2019) I Can See the Change
(2020)
Clip vidéo
[vidéo] « Stop This Flame », sur YouTube
Stop This Flame est une chanson de la chanteuse britannique Celeste. La chanson est écrite par Celeste et Jamie Hartman, ce dernier ayant également produit le titre avec John Hill. Elle est sortie le 9 janvier 2020 sur les labels Both Sides et Polydor en tant que deuxième single de son premier album Not Your Muse (2021).
Stop This Flame est sortie après la victoire de Celeste du sondage musical annuel de la BBC, Sound of... pour l'année 2020. C'est la toute première chanson de Celeste à figurer dans le classement hebdomadaire de son pays d'origine et se classe dans plusieurs hit-parades à travers l'Europe.

## Composition
Stop This Flame est écrite par Celeste et Jamie Hartman, ce dernier a également produit la chanson avec John Hill. Stop This Flame échantillonne la partie du piano de la chanson Sinnerman de Nina Simone.

## Clip vidéo
Le clip de la chanson, réalisé par Leonn Ward et tourné à La Nouvelle-Orléans, est sorti sur YouTube le 7 février 2020.

## Accueil critique
Stop This Flame a été décrit par Robin Murray du magazine britannique Clash comme étant « une chanson au piano qui porte un niveau d'euphorie qui rivalise avec la culture des clubs », tout en le comparant à You Got the Love (en) dans la version de Florence and The Machine. Peter Helman de Stereogum décrit Stop This Flame comme « un titre R&B up-tempo entraînant et vaguement inspiré par le jazz ». La chanson a été décrite par The Times comme « une chanson entraînée par le piano d'Amy Winehouse ».

## Crédits
Crédits adaptés de Tidal :
- Celeste Epiphany Waite : voix, paroles, composition
- Jamie Hartman (en) : producteur, composition, paroles, programmation de basse, guitare, mellotron, orgue, percussion, piano, ingénieur du son, cordes, synthétiseur
- John Hill (en) : producteur, basse, batterie, guitare, programmation
- Nina Simone : composition, paroles
- Jeremie Inhaber : assistant ingénieur de remix
- Robin Florent : assistant ingénieur de remix
- Scott Desmaris : assistant ingénieur de remix
- Blake Mares : ingénieur
- Rob Cohen : ingénieur
- John Davis : ingénieur de matriçage
- Chris Galland : ingénieur de mixage
- Manny Marroquin (en) : ingénieur de mixage
- Rafa Padilla : percussions
- Davide Rossi (en) : cordes
- Stuart Crichton (en) : programmation de synthétiseur

## Classements
| Classement (2020)                        | Meilleure position |
| ---------------------------------------- | ------------------ |
| Allemagne (GfK Airplay Chart)            | 66                 |
| Belgique (Flandre Ultratop 50 Singles)   | 5                  |
| Belgique (Flandre Ultratop 50 Airplay)   | 2                  |
| Belgique (Flandre Ultratop R&B/Hip-Hop)  | 1                  |
| Belgique (Wallonie Ultratop 50 Singles)  | 6                  |
| Belgique (Wallonie Ultratop 50 Airplay)  | 1                  |
| Belgique (Wallonie Ultratop R&B/Hip-Hop) | 1                  |
| Danemark (Tracklisten Airplay)           | 17                 |
| Écosse (OCC)                             | 12                 |
| Europe (Euro Digital Song Sales)         | 19                 |
| France (SNEP Téléchargement)             | 79                 |
| Hongrie (Rádiós Top 40)                  | 21                 |
| Islande (Tonlist)                        | 27                 |
| Pays-Bas (Nederlandse Top 40)            | 21                 |
| Pays-Bas (Single Top 100)                | 80                 |
| Pays-Bas (Mega Top 30)                   | 2                  |
| Pays-Bas (Airplay Top 50)                | 4                  |
| Royaume-Uni (UK Singles Chart)           | 47                 |
| Royaume-Uni (UK Download Chart)          | 13                 |
| Royaume-Uni (UK Sales Chart)             | 14                 |
| Slovénie (SloTop50)                      | 44                 |
| Tchéquie (IFPI Rádio)                    | 8                  |

| Classement (2020)             | Position |
| ----------------------------- | -------- |
| Belgique (Flandre Ultratop)   | 17       |
| Belgique (Wallonie Ultratop)  | 26       |
| Pays-Bas (Nederlandse Top 40) | 81       |